# Page Fletcher
Charles Page Fletcher (Bass River, Nova Escócia, 25 de fevereiro de 1951), é um ator canadense. Ele é mais conhecido por ter interpretado o policial cibernético Alex J. Murphy / RoboCop na minissérie de 4 episódios, RoboCop: Prime Directives (RoboCop: Primeiras Diretrizes) de 2001; e também o misterioso personagem sem nome na série da HBO, The Hitchhiker (O Carona) de 1983 a 1991.
Seus outros trabalhos de destaque incluem: o psicótico sequestrador John no filme Midnight Fear (Medo na Noite) de 1991; o Tenente Joe Bales no telefilme Ordeal in the Arctic (Pesadelo no Ártico) de 1993; e o motociclista Buddy no longa-metragem Friends, Lovers, & Lunatics (Crazy Horse - Uma Comédia Cheia de Erros) de 1989.

## Curiosidades
- Ele namorou a atriz Lenore Zann, no início da carreira.[1]

- Page Fletcher foi a primeira escolha para o papel de Alex Murphy / RoboCop para o seriado RoboCop: The Series (RoboCop: A Série) de 1994, mas ele recusou e o personagem ficou com Richard Eden.[2]

## Filmografia parcial
- 2002 - Haven't We Met Before? (Já Nos Conhecemos?), como Stephen Koenig
- 2001 - RoboCop: Prime Directives (RoboCop: Primeiras Diretrizes), como Alex J. Murphy / RoboCop
- 1998 - Earthquake in New York (Terremoto em Nova York), como Mallik
- 1994 - Savage Land (Território Selvagem / Muito Além do Perigo), como Stranger
- 1993 - Trial & Error (Justiça ou Erro?), como Ken Norwich
- 1993 - Ordeal in the Arctic (Pesadelo no Ártico), como Tenente Joe Bales
- 1991 - Midnight Fear (Medo na Noite), como John
- 1983–1991 - The Hitchhiker (O Carona), como o personagem sem nome (personagem-título)
- 1989 - Friends, Lovers, & Lunatic (Crazy Horse - Uma Comédia Cheia de Erros), como Buddy
- 1988 - Buying Time (A Hora da Compra), como Curtis
- 1987 - Haunted by Her Past / Secret Passions, como Lt. Eisley
- 1985 - In Like Flynn (O retrato de Flynn), como Tim Holden
- 1983 - A Matter of Cunning (Mrs. Diana - Uma Executiva de Futuro), como Brian
- 1983 - American Nightmare, como Mark / namorado de Tina
- 1982 - Humongous (O Monstro da Ilha / A Ilha dos Cães), como Tom Rice